# Lincoln (pel·lícula)
Lincoln és una pel·lícula estatunidenca de l'any 2012 dirigida per Steven Spielberg i interpretada per Daniel Day-Lewis i Sally Field. Està basada en els últims anys de la vida del President dels Estats Units Abraham Lincoln, i els seus esforços per a ratificar la tretzena esmena de la Constitució dels Estats Units, que abolia l'esclavitud.
El rodatge va començar el 17 d'octubre de 2011, i va acabar el 19 de desembre de 2011, per estrenar-se el 8 d'octubre de 2012 al Festival de Cinema de Nova York, i projectar-se als cinemes a partir del 9 de novembre de 2012
Lincoln va rebre elogis de la crítica, amb moltes lloances adreçades a l'actuació de Day-Lewis. El desembre de 2012, la pel·lícula va ser nominada a set premis Globus d'Or, incloent-hi el de Millor Pel·lícula - Drama, Millor director per Spielberg i guanyant Millor Actor (Pel·lícula - Drama) per Day-Lewis. Als Premis Oscar 2012, la pel·lícula va ser nominada per a dotze premis, incloent-hi el de Millor Pel·lícula. Va guanyar per Millor Disseny de Producció i Millor Actor per Day-Lewis. La pel·lícula també va ser un èxit comercial, havent recaptat més de $ 263 milions a la taquilla.

## Argument
El gener de 1865, el president Abraham Lincoln espera que la Guerra Civil acabi en un mes. No obstant això, està preocupat perquè la Proclamació d'Emancipació sigui descartada pels tribunals una vegada que la guerra hagi acabat, la Tretzena Esmena sigui derrotada i tornin els estats esclavistes. Lincoln creu que és imprescindible aprovar l'esmena a finals de mes, eliminant així qualsevol possibilitat que els esclaus que ja han estat alliberats puguin tornar a ser esclavitzats. Els republicans radicals temen que la modificació simplement sigui derrotada per alguns que volen retardar la seva posada en vigor, ja que encara no està garantit que els estats de la frontera vagin a donar-hi suport, o bé donen prioritat a que la guerra acabi. Fins i tot si tots ells són portats finalment a bord, l'esmena encara necessita el suport de diversos congressistes demòcrates. Amb dotzenes de demòcrates decepcionats després de sortir perdedors en les seves campanyes de reelecció durant la tardor de 1864, alguns dels assessors de Lincoln creuen que el president ha d'esperar fins que el nou Congrés hagi pres possessió, fet que probablement obriria el camí a la seva proposta de modificació. Lincoln, però, es manté ferm pel que fa a que l'esmena estigui en vigor i el tema de l'esclavitud hagi quedat legislat definitivament abans que s'acabi la guerra i es dugui a terme la readmissió a la Unió dels estats de sud.
Les esperances de Lincoln per a l'aprovació de l'esmena es basen en el suport de Francis Preston Blair, un dels fundadors de el Partit Republicà; la seva influència pot assegurar que tots els membres de la facció republicana conservadora occidental i d'estats fronterers recolzin l'esmena. Amb la victòria de la Unió en la guerra civil, que sembla molt probable i molt esperada, però encara no és un fet consumat, Blair està disposat a posar fi a les hostilitats tan aviat com sigui possible. Per tant, a canvi del seu suport, Blair insisteix que Lincoln li permeti participar immediatament en les negociacions de pau. Aquesta és una complicació per als esforços de modificació de Lincoln ja que ell sap que una part important del suport que ha obtingut de la modificació és de la facció radical republicana per a qui una pau negociada que deixa intacta l'esclavitud és moralment inacceptable. No es pot continuar sense el suport de Blair, però, Lincoln autoritza a contracor la missió de Blair.
Mentrestant, Lincoln i el Secretari d'Estat William H. Seward treballen per assegurar els vots demòcrates necessaris per a l'esmena. Lincoln suggereix que es concentrin en els demòcrates del president sortint, ja que ja han perdut la reelecció i així se sentiran lliures de votar com els plagui, en lloc d'haver-se de preocupar de com el seu vot afectaria una futura campanya de reelecció. Com que aquests últims també es trobaran amb la necessitat de trobar feina i Lincoln tindrà molts llocs de treball federals per omplir a mesura que inicii el seu segon mandat, veu això com una eina que pot utilitzar. Lincoln i Seward estan disposats fins i tot a oferir suborns monetaris als demòcrates, autoritzen a contactar a congressistes demòcrates amb ofertes de llocs de treball federals a canvi del seu vot a favor de l'esmena.
Quan els enviats de la Confederació són a punt per reunir-se amb Lincoln, ell els ordena que es mantinguin fora de Washington, ja que l'esmena s'acosta a un vot a la Cambra. En el moment de la veritat, Thaddeus Stevens decideix moderar les seves declaracions sobre la igualtat racial per ajudar les possibilitats de l'aprovació de l'esmena. Circula el rumor que hi ha representants de la Confederació a Washington a punt per parlar de la pau, cosa que porta tant als demòcrates com als republicans conservadors a defensar l'ajornament de la votació sobre l'esmena. Lincoln nega explícitament que aquests emissaris estiguin o hagin d'estar en la ciutat -amb el que tècnicament no està faltant a la veritat, ja que ell els havia ordenat que es mantinguessin lluny- i l'esmena acaba sent aprovada per un marge de dos vots.
Quan Lincoln es reuneix posteriorment amb els confederats, els diu que l'esclavitud no es restablirà, que el Nord s'ha unit a la ratificació de l'esmena, i que algunes de les legislatures dels estats de sud seran remodelades. El 3 d'abril visita el camp de batalla a Petersburg, Virginia, on intercanvia unes paraules amb el general Grant. Sis dies més tard, Grant rep la rendició del General Lee.
El 14 d'abril, Lincoln està reunit amb membres del seu gabinet, discutint possibles mesures futures per facultar els negres quan li recorden que la primera dama està esperant per portar-los a la seva vetllada al Teatre Ford. Ell diu: «Suposo que és hora de marxar, encara que preferiria quedar-me». Després es assassinat per John Wilkes Booth mentre assisteix a una representació de l'obra Our American Cousin. L'endemà al matí, a la Casa Petersen, un metge anuncia que Lincoln ha mort i llavors el Secretari de Guerra dels Estats Units Edwin M. Stanton proclama: "Ara pertany a la història". La pel·lícula conclou en un flashback durant el qual Lincoln pronuncia el seu segon discurs inaugural.

## Repartiment
- Daniel Day-Lewis: Abraham Lincoln
- Sally Field: Mary Todd Lincoln
- Tommy Lee Jones: Thaddeus Stevens
- Joseph Gordon-Levitt: Robert Todd Lincoln
- Tim Blake Nelson: Richard Schell
- James Spader: William N. Bilbo
- Jackie Earle Haley: Alexander Stephens
- Grainger Hines: Secretària Gideon Welles
- Jared Harris: Ulysses S. Grant
- David Strathairn: William Seward
- John Hawkes: Robert Latham
- Walton Goggins: Wells A. Hutchins
- Lee Pace: Fernando Wood
- Hal Holbrook: Francis Preston Blair, Sr.
- Bruce McGill: Edwin Stanton
- Gregory Itzin: John Campbell
- Peter McRobbie: George H. Pendleton
- Gulliver McGrath: Tad Lincoln
- Dakin Matthews: John Usher
- S. Epatha Merkerson: Lydia Smith
- Joseph Cross: John Hay
- David Costabile: James Mitchell Ashley
- Stephen Spinella: Asa Vintner Litton

## Premis i nominacions

### Premis
- 2013. Oscar al millor actor per Daniel Day-Lewis
- 2013. Oscar a la millor direcció artística per Rick Carter i Jim Erickson
- 2013. Globus d'Or al millor actor dramàtic per Daniel Day-Lewis
- 2013. BAFTA al millor actor per Daniel Day-Lewis

### Nominacions
- 2013. Oscar a la millor pel·lícula
- 2013. Oscar al millor director per Steven Spielberg
- 2013. Oscar al millor actor secundari per Tommy Lee Jones
- 2013. Oscar a la millor actriu secundària per Sally Field
- 2013. Oscar al millor guió adaptat per Tony Kushner
- 2013. Oscar a la millor banda sonora per John Williams
- 2013. Oscar al millor muntatge per Michael Kahn
- 2013. Oscar a la millor fotografia per Janusz Kaminski
- 2013. Oscar al millor vestuari per Joanna Johnston
- 2013. Oscar a la millor edició de so per Andy Nelson, Gary Rydstrom i Ron Judkins
- 2013. Globus d'Or a la millor pel·lícula dramàtica
- 2013. Globus d'Or al millor director per Steven Spielberg
- 2013. Globus d'Or a la millor banda sonora original per John Williams
- 2013. Globus d'Or al millor actor secundari per Tommy Lee Jones
- 2013. Globus d'Or a la millor actriu secundària per Sally Field
- 2013. Globus d'Or al millor guió per Tony Kushner
- 2013. BAFTA a la millor pel·lícula
- 2013. BAFTA al millor actor secundari per Tommy Lee Jones
- 2013. BAFTA a la millor actriu secundària per Sally Field
- 2013. BAFTA al millor guió adaptat per Tony Kushner
- 2013. BAFTA a la millor banda sonora original per John Williams
- 2013. BAFTA a la millor fotografia per Janusz Kaminski
- 2013. BAFTA al millor disseny de producció per Rick Carter i Jim Erickson
- 2013. BAFTA al millor vestuari per Joanna Johnston
- 2013. BAFTA al millor maquillatge i perruqueria per Lois Burwell i Kay Georgiou